# Ирокезы

Флаг Конфедерации Ирокезов, созданный в 1980-е годы активистами ирокезского движения

Ироке́зы (фр. Iroquois), также хауденосауни (англ. Haudenosaunee, сенека Hodínöhšö:ni:h); дословно — «люди, строящие длинный дом») — группа индейских народов в США (штаты Нью-Йорк, Оклахома) и Канаде (провинции Онтарио и Квебек). Относятся к американоидной расе. В США проживает около 80 тысяч ирокезов, в Канаде — около 45 тысяч.
В XVI—XVIII веках ирокезы состояли в союзе, известном как Конфедерация ирокезов (другие названия: Лига ирокезов, Лига пяти наций, Конфедерация шести наций). Изначально в неё входило пять племён: мохоки, онайда, онондага, кайюга и сенека. В 1722 году к ним присоединилось племя тускарора. Основные религии ирокезов в наши дни — христианство, а именно — протестантизм и католицизм, и синкретическая «религия длинного дома». Языки — ограничено используемые ирокезские.

## Этимология

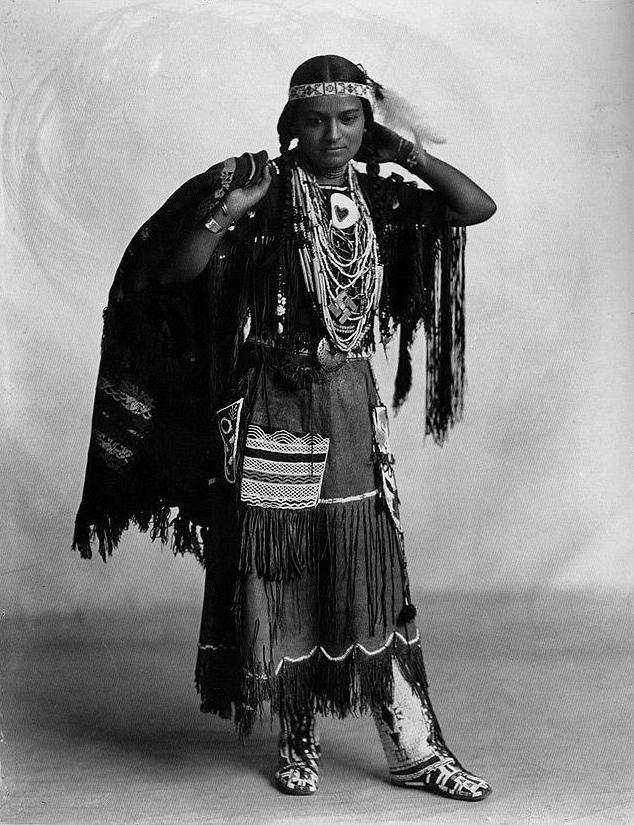
Снимок ирокезской женщины 1898 году

Название «ирокезы» впервые использовал в 1603 году французский путешественник Самуэль де Шамплен. Само слово — французского происхождения и произносилось И́рокуэ ([irokwe]). В алгонкинских языках (отношения между ирокезами и соседними алгонкинскими племенами были враждебными) в то время соответствующих ему слов найдено не было, предлагались следующие гипотезы его происхождения:
- Иро (Hiro или Hero) — «Я сказал» — предложение, которым ирокез обыкновенно заканчивал свой разговор; Куэ (Koué) — непереводимое местное восклицание радости или тоски, в зависимости от интонации и продолжительности при произнесении; так этимологию слова объяснял проповедовавший среди ирокезов иезуитский монах Пьер Франсуа Ксавье де Шарлевуа[англ.];
- иероква (ierokwa-) — «те, кто курят» на языке мохоков — такую этимологию предложил британский этнограф Горацио Хейл[англ.], усомнившийся в версии, предложенной де Шарлевуа;
- ирин (irin) «настоящие», и ако (ako) «змеи» на языке монтанье-наскапи — такую этимологию предложил американский лингвист Джон Хьюитт[англ.], который вскоре пересмотрел свою гипотезу и в качестве исходного вывел алгонкинское Iriⁿakhoiw.

Официальное самоназвание ирокезов в настоящее время — ходинонхсони (на языке сенека — Hodínöhšö:ni: h, в переводе — «люди длинного дома»); неправильный, но укрепившийся в русской литературе вариант — хауденосауни.

## Расселение

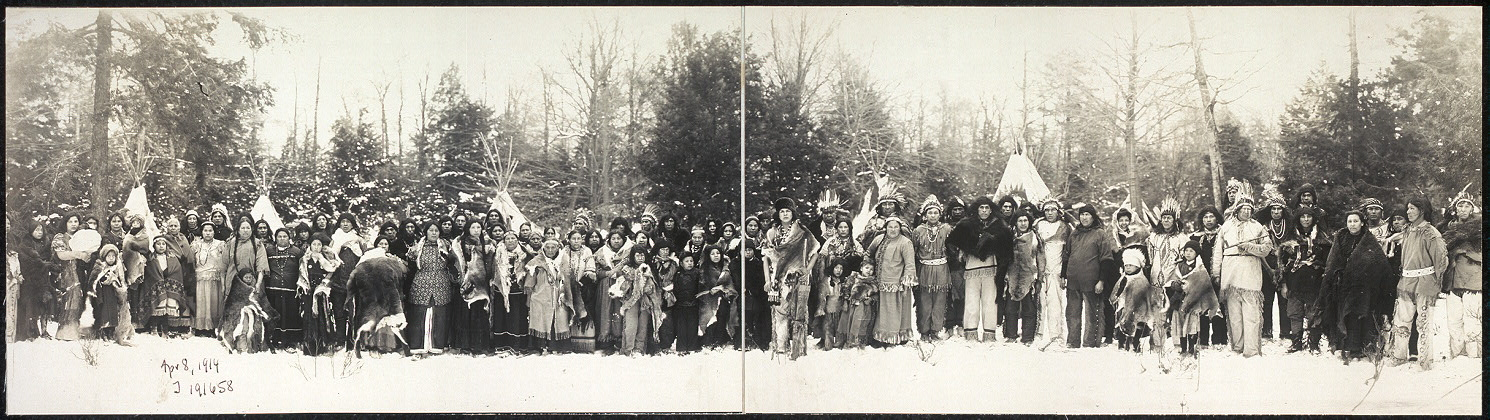
Ирокезы, в Буффало, штат Нью-Йорк, 1914

До появления в Северной Америке европейцев ирокезы жили на территории современного штата Нью-Йорк: к югу от реки Святого Лаврентия и озера Онтарио, на территории от озера Эри на западе и до реки Гудзон на востоке. Наиболее западный ареал в районе озера Эри занимало племя сенека, или сенонтована. Восточнее — племя кайюга, затем онондага, онайда, и на востоке, в районе озёр Джордж и Шамплейн, жило племя мохоков, они же могавки.

## История
У племён ирокезов было более или менее развитое земледелие. Они выращивали кукурузу, бобовые и тыкву.

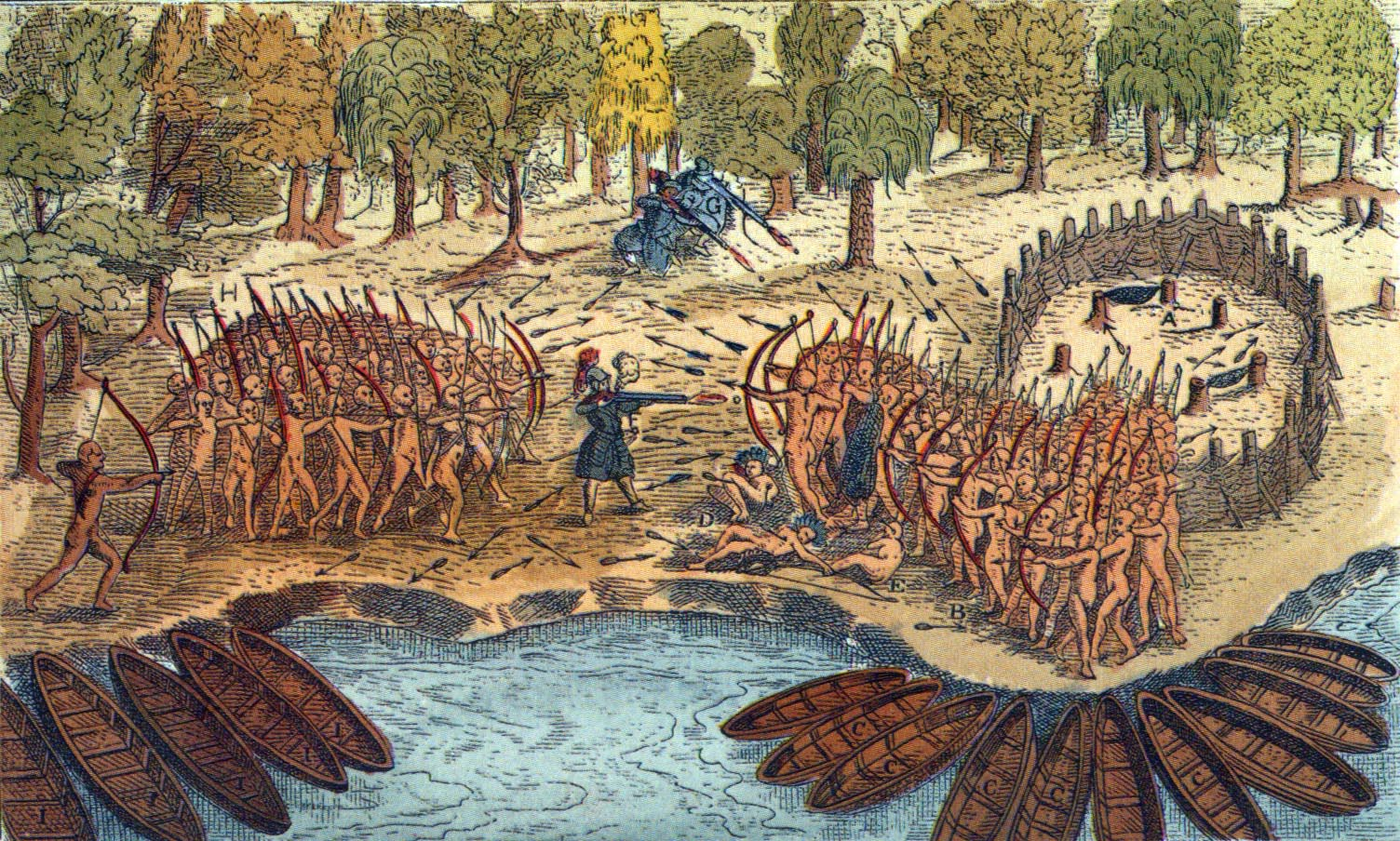
Изображение сражения ирокезов с алгонкинами, в которое вмешались европейцы

Вероятно, британские и французские исследователи начала XVI века были первыми европейцами, c которыми племена ирокезов вступили в контакт. Из языка лаврентийских ирокезов, которых встретил в XVI веке Жак Картье, происходит название страны Канада. Тем не менее сами лаврентийцы вскоре бесследно исчезли в результате войны на уничтожение с соседними племенами. Согласно наиболее убедительной гипотезе, основными врагами лаврентийских ирокезов были алгонкинские племена, обитавшие в лесах Восточной Канады к северу от реки Святого Лаврентия и на территории нынешней канадской провинции Нью-Брансуик. По другой — родственные лаврентийцам гуроны и пять ирокезских племён, проживавших на южном берегу реки.
По одной из версий, приблизительно в 1570 году к югу от озера Онтарио и верхнего течения реки Святого Лаврентия возник устойчивый союз ирокезоязычных племен, получивший впоследствии название Лиги, или Конфедерации ирокезов. Согласно другой версии, этот племенной союз сформировался в более ранний период, возможно ещё в середине XII века. Сами ирокезы называли своё политическое объединение Союз Ходеносауни (Ho-de-no-sau-nee, Ходеношони в произношении индейцев). Первоначально в Конфедерацию вошли 5 племён (с востока на запад): мохоки, онайда, онондага, кайюга и сенека.
Первая встреча мохоков с французами произошла 29 июля 1609 года, когда десять французов, вооруженных аркебузами, вмешались в битву между мохоками и алгонкинами, убили могавкского вождя и одержали быструю победу.

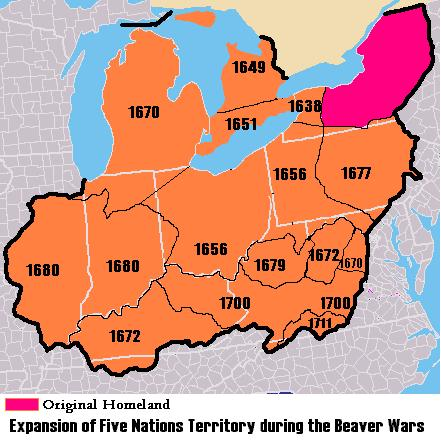
Экспансия ирокезов в конце XVII века

Наиболее тесные торговые отношения сложились у Лиги с голландцами, чьи поселения появились в регионе в начале XVII века (колония Новый Амстердам получила официальный статус в 1626 году). В 1628 году мохоки разбили могикан. Важнейшим товаром, который поставляли индейцы, был бобровый мех. На землях Лиги бобры были истреблены довольно быстро, и голландские агенты, нуждавшиеся в большом количестве дешёвых шкур, которые можно было продать в Европе с многократной прибылью, фактически подталкивали своих индейских партнёров к увеличению объёма поставок за счёт захвата охотничьих угодий соседей. Это послужило отправной точкой так называемых Бобровых войн между племенами, длившихся в период с 1630-х по 1701 годы. Последовав примеру шведов, вооруживших саскуэханноков огнестрельным оружием, голландцы, вопреки первоначально действовавшему запрету, к 1640-м стали активно снабжать ружьями мохоков, от которых вооружение поступало к остальным племенам Лиги. Так в регионе появилась грозная военная сила. В 1640 году ирокезы атаковали гуронов, а в 1645 году при помощи колонистов Новых Нидерландов уничтожили индейцев ваппингеров. В 1660 году ирокезы атаковали Монреаль.
Численность племён Лиги в середине XVII века составляла всего 20—25 тысяч человек, что значительно меньше, чем у окружавших их племён в совокупности. Вследствие постоянных войн и принесённых европейцами болезней, это число с течением времени только уменьшалось. Военные потери частично компенсировались принятием в состав Пяти Наций покорённых ими племён (французские миссионеры в конце XVII — начале XVIII веков сообщали, что «среди ирокезов едва ли можно вести проповедь на их родном языке»).
Ирокезы быстро осознали преимущества огнестрельного оружия, в то время как другие племена ещё долгое время предпочитали использовать лук и стрелы. Предпочитая действовать небольшими, но мобильными группами, ирокезы успешно вели полупартизанские действия. Священник отец Э. Лалеман писал в своём донесении в Париж: «Ирокезы так бесшумны в их приближении, так быстры в их разрушении и так молниеносны в отступлении, что каждый обычно узнает об их уходе прежде, чем узнает об их нападении. Они проходят, словно лисы, сквозь лес, который дает им убежище и служит им неприступной крепостью. Они нападают, как львы, и так же неожиданно в тот момент, когда меньше всего ожидают, не встречая сопротивления. Они налетают, как птицы, исчезая прежде, чем они действительно появятся». Использование ружей, а также совершенная тактика ведения лесного боя, были основой их военного успеха. В течение XVII века ирокезы покорили племена, проживающие на территории современных штатов Делавэр, Нью-Джерси, Мэриленд, Пенсильвания, Огайо, Вирджиния, Кентукки, Теннесси, Иллинойс, Индиана и Мичиган.
Вытесняя из региона своих соседей — гуронов, племя оттава и могикан — ирокезы также снаряжали военные экспедиции против отдалённых племён, таких как оджибве. В результате войн множество алгонкинских племён было вытеснено из лесов Северо-Востока в район Великих Озёр. Косвенно ирокезы ответственны и за множество возникших там в результате перенаселённости конфликтов. Помимо изначально враждебных алгонкинов, противниками Пяти племён были также их «дальние родственники» — ирокезоязычные племена лаврентийцев, нейтральных (о которых не сохранилось почти никаких сведений), эри, саскуэханноков и гуронов. Эти племена были уничтожены ирокезами, а их остатки влились в состав Лиги. Лишь небольшой группе гуронов удалось уйти на запад (где они известны под названием вайандоты).
В то время как могикане были уничтожены, оттава оттеснены дальше на север, а сауки, фоксы и меномини — к Великими озёрам; войны Лиги с оджибве успеха не имели.
В 1664 году англичане захватили Новый Амстердам и, как преемники голландцев, унаследовали от них и торговые контакты, став основными торговыми партнёрами ирокезов. Чтобы удержать огромную территорию, занятую Лигой, а также для упорядоченной поставки мехов англичанам была создана Договорная цепь. Входившие в неё племена, ранее покорённые Лигой, обязали регулярно поставлять ирокезам добытые меха. Ирокезы выполняли роль перекупщиков.

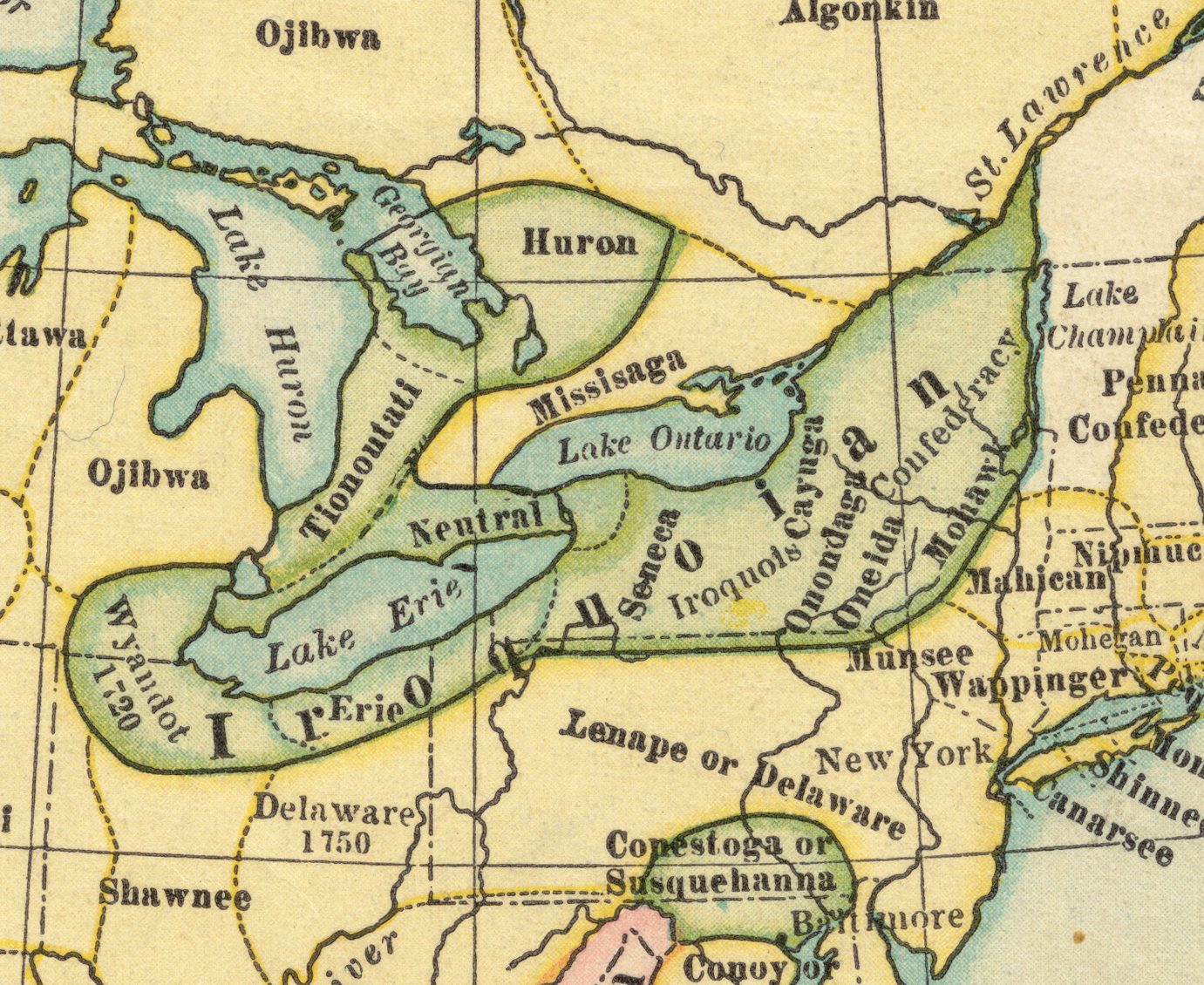
Земли Ирокезов в 1710-1720 годах, карта Джеймса Муни

Хотя к концу XVII века могущество Лиги ослабело, она продолжала оставаться мощной военной силой и в XVIII столетии. В апреле 1710 года четыре вождя мохоков прибыли в Лондон и были встречены британской королевой Анной. В 1722 году в состав Лиги было принято ещё одно ирокезоязычное племя — изгнанные с юга тускарора. Не последняя роль принадлежит ирокезам в изгнании французского колониального правительства из Нового Света в так называемой Франко-индейской войне. Таким образом, все конкуренты англичан были изгнаны из региона (шведы — ещё веком ранее) и даже былые союзники среди индейцев стали ненужными. Индейцев бесцеремонно сгоняли с их земель, и ирокезы были вынуждены оставить обширные территории, захваченные во время войн и вновь обитать на сравнительно небольшой исконной территории.
В XVIII веке от ирокезов откололся «народ» минго, состоявший из представителей различных ирокезских племён.
Во время Американской революции британским дипломатам удалось уговорить большинство племенных советов лиги принять их сторону. После этого американская экспедиция генерала Салливана в 1779 году нанесла удар по тем ирокезам, которые поддерживали Великобританию.

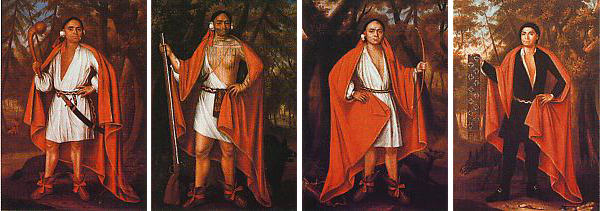
Четыре индейских вождя, посетивших Лондон в 1710 году
(портреты кисти Верелст, Йоган)

В 1784 году США заключили с ирокезами мирный договор, который стал известен как договор форта Стэнвикс. Он подразумевал уступку части земель четырех племен ирокезов, которые поддерживали Великобританию. При этом союзникам США — онейда и тускарора — давались гарантии сохранения их племенных земель. При заключении этого договора мохоки были представлены не полностью, часть племени под предводительством Джозефа Бранта в подписании договора не участвовала, а соответственно не соглашалась с его положениями. В 1789 году в форте Хармар положения договора были обновлены по той же схеме, что и в договоре форта Стенвикс, с теми же земельными уступками, при этом оговаривалось, что могавков это новое соглашение не касается. Это было связано с тем, что представители могавков не присутствовали на встрече. В 1794 году был заключён ещё один договор с ирокезами, опять без участия могавков.
Часть ирокезов была расселена в резервациях, другая же часть, ведомая Джозефом Брантом, ушла в Канаду, где их также ждали резервации. Численность населения хауденосауни к тому времени, по сравнению с XVII столетием, уменьшилась в несколько раз — это было следствием голода, эпидемий и военных действий. Их количество стало возрастать лишь к концу XIX века.
В настоящее время многие ирокезы требуют признания независимости своих земель. Центром средоточия индейцев онондага является посёлок Онондага, насчитывающий около тысячи жителей. Органом управления является Великий Совет (англ. Grand Council), состоящий из 50 вождей, представляющих все кланы конфедерации.

## Состав
Народы Лиги (Конфедерации) ирокезов: мохоки, онайда, онондага, кайюга, сенека, тускарора. К южным ирокезам относятся чероки.
| Племя      | Самоназвание                                             | Перевод                       | Примерная территория в XVII—XVIII веке |
| ---------- | -------------------------------------------------------- | ----------------------------- | -------------------------------------- |
| сенека     | онондовага Onondowahgah / Onödowága                      | «народ Великого холма»        | озеро Сенека и река Дженеси            |
| каюга      | гойогохонон Goyogo̱hó:nǫ’ / Guyohkohnyoh                  | «народ на ненадёжной земле»   | озеро Кайюга                           |
| онондага   | онунда’гэга Onǫda’géga’/Onoñda’gega’                     | «народ на холмах»             | озеро Онондага                         |
| онайда     | онэнйода’ака Onʌyota’a: ka / Onvyoteʔa•ka / Onayotekaono | «народ гранита»               | озеро Онейда                           |
| мохоки     | ганьенгэха Kanien’kéha / Kanyen’kéha                     | «народ кремня»                | река Мохок                             |
| тускарора1 | сгарурэн Skarù•rę’ / Sgarooreh’                          | «плетущие рубашки из кендыря» | Из Северной Каролины²                  |

1 Присоединились лишь в 1720 году. ² Поселились между онейда и онондага.
|  |  |

## Языки

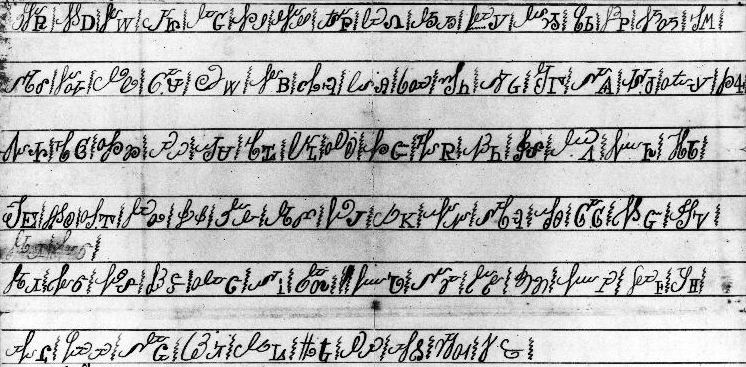
Слоговая азбука языка чероки — одного из ирокезских языков — на бумаге

Письменность чероки

Ирокезская языковая семья некогда была широко распространена на северо-востоке Северной Америки (включая чероки, живших на юго-востоке), ныне же большинство её языков вымерли или попросту забыты. Она условно разделяется на две большие группы: северных и южных ирокезских языков. Каждое из племён имело свой язык или диалект, название которого идентично этнониму.
- Северные
  - Мохок-онейда
    - Мохок
    - Онейда

  - Сенека-онондага
    - Кайюга
    - Онондага
    - Сенека
      - Сенека
      - Минго

  - Тускарора
- Южные
  - Чероки

Кроме этих народов, к ирокезам относятся саскуэханноки (Пенсильвания, Мэриленд), чероки (Северная Каролина), эри (Огайо), гуроны (вайандот), минго (потомки сенека, гуронов и эри, их язык является диалектом языка сенека), лаврентийские ирокезы (возможно, мохоки; сохранились упоминания об ирокезах, живших на берегах реки Святого Лаврентия, но на этом их следы оканчиваются) — в настоящее время их языки вымерли.
Из языков собственно ирокезов друг к другу наиболее близки языки мохок и онейда, а также сенека и кайюга, несколько обособленно стоит язык онондага. Язык тускарора не столь близок к остальным пяти (из-за длительной изоляции от остальных североирокезских языков), как последние близки друг с другом.
На языке чероки с XIX века существует слоговая письменность, состоящая из 85 знаков.

## Культура

### Жилища

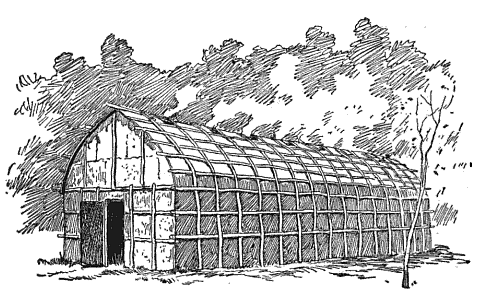
Традиционный для ирокезов «длинный дом»

Жилище ирокезов — «длинный дом» (овачира), изготавливаемый из коры вяза и служивший жилищем по 20—50 лет; его целиком занимал один род, возглавляемый старейшиной (сахемом). Традиция изготовления длинных домов, длительно существовавшая до XVIII века и некоторое время после, была постепенно забыта. В Аллегейни она существовала до 1800 года.
Ранее ирокезы проживали в компактно построенных деревнях, состоящих из 20—100 строений, основанных на возвышенных участках земли или на обрывистых берегах, удалённых от стремнин или озёр, окружённых маленькими огородами, садами и полями, часто включающими несколько сотен акров.
В период формирования ирокезской лиги (около 1570 года) деревни огораживались одинарным или двойным палисадом или частоколом, установленным, чтобы защитить обитателей от нападения враждебных племён. Частоколы состояли из брёвен длиной 4,5 м, заострённых с одного конца и установленных непрерывным рядом по земле. В 1535 году в описании своих путешествий Джованни Рамузио сообщил о мощном укреплённом ирокезском поселении, известном под названием Ошлага (Hochelaga), состоящем из 50 строений, каждое из которых было построено на каркасе из крепких шестов, покрытых корой. В деревне обитало приблизительно 3 600 человек.
Потребность огораживания деревни почти исчезла к началу XVII века, а к концу столетия частоколы полностью были забыты. Деревни ирокезов стали менее компактными, но строения продолжали строить рядом, чтобы располагаться по соседству.
Иногда было необходимо изменять местоположение деревень. Строения из коры распадались от времени и заражались паразитами, заканчивались дрова и истощалась почва. Многие были вовлечены в работу по перекочёвке на новый участок и строительству новой деревни.

### Хозяйство
Основные занятия ирокезов — охота, рыболовство, элементарное земледелие (главная культура — кукуруза, она же маис). В настоящее время ирокезы живут в резервациях, работают в городах по найму или же занимаются изготовлением сувениров. Традиционные ремесла — плетение корзин, изготовление изделий из кожи, вышивание бисером.

### Одежда

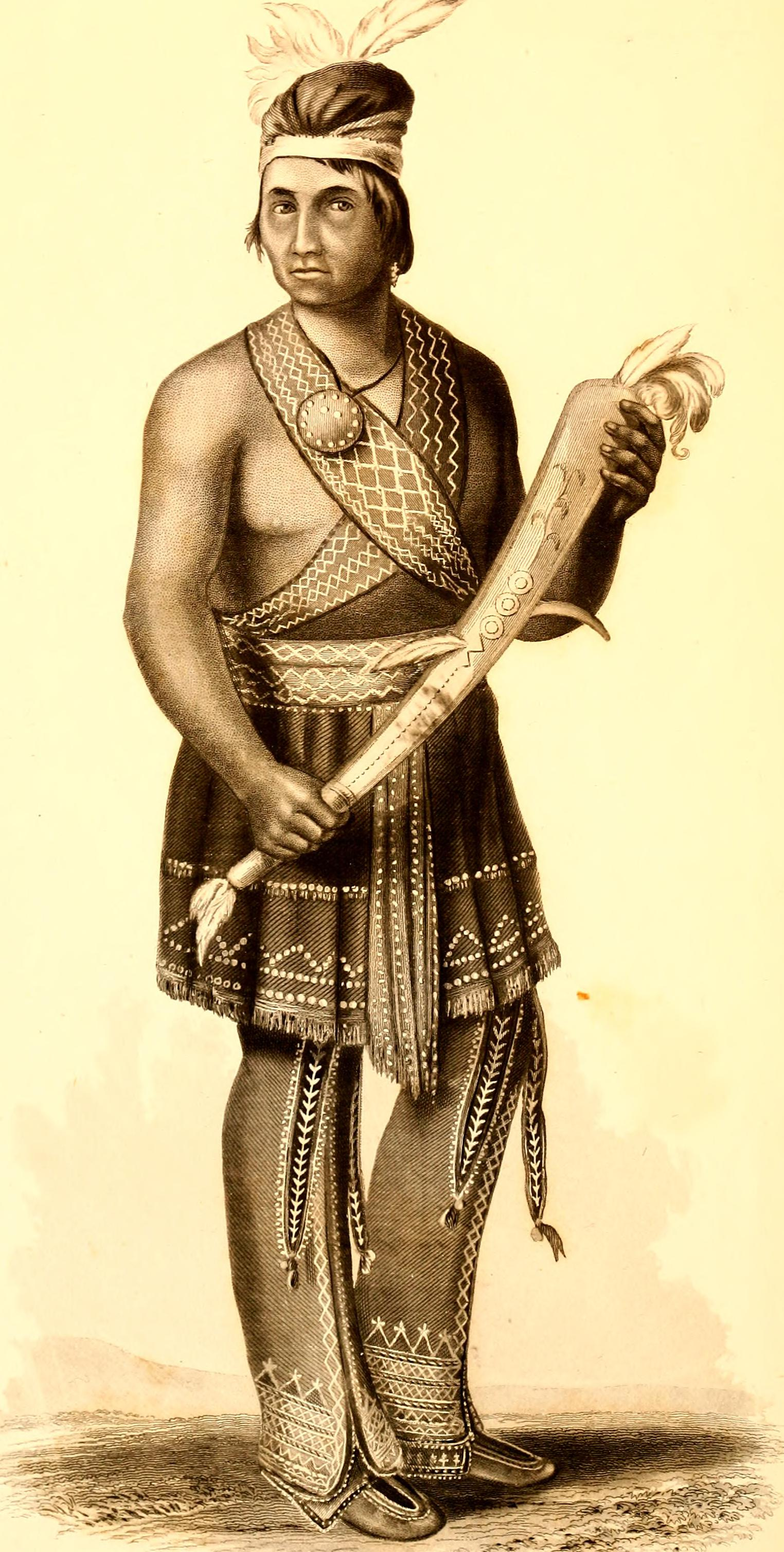
Мужчина-сенека в традиционной одежде
(иллюстрация, 1851)

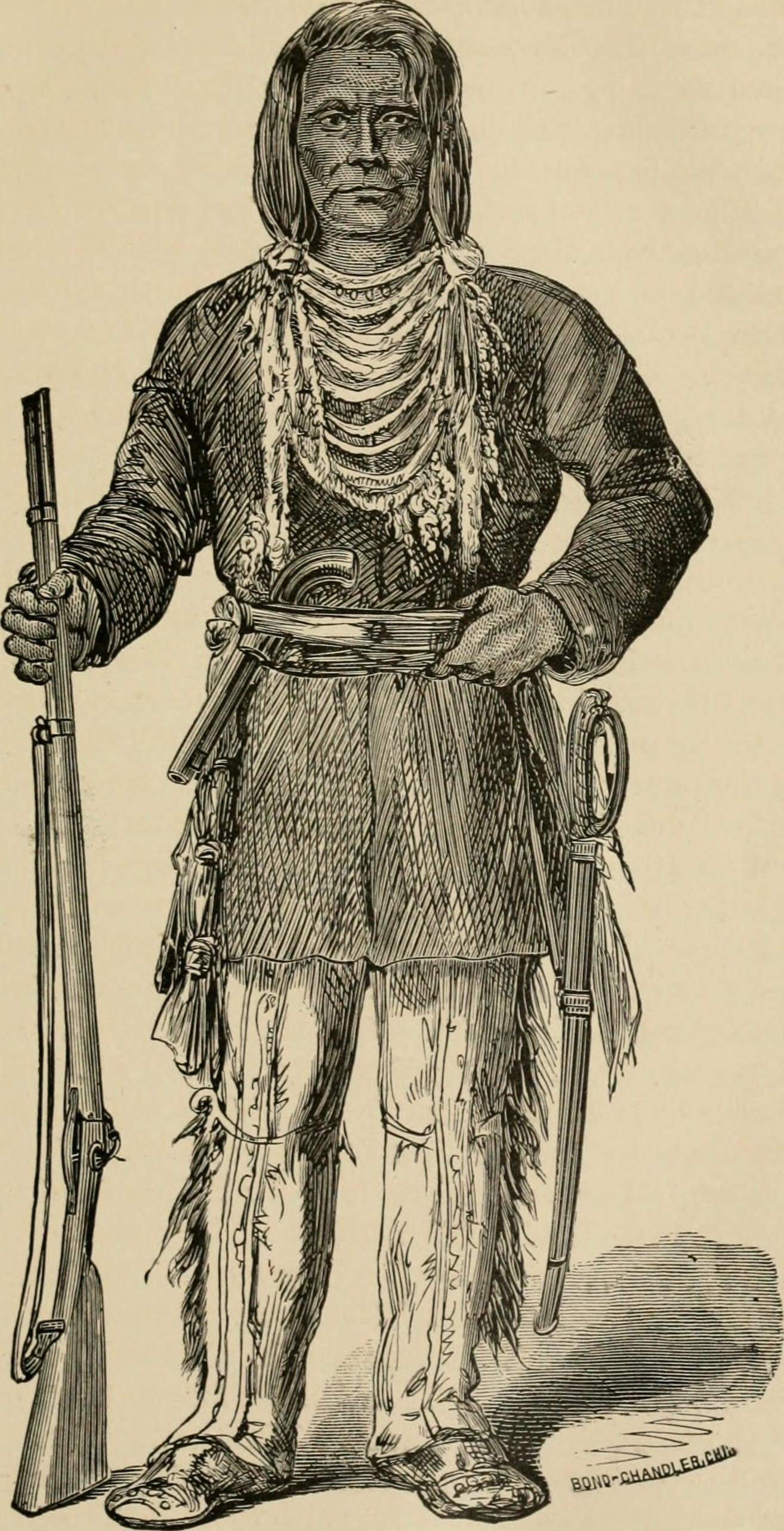
Изображение вождя ирокезов в начала 18 века

В настоящее время ирокезы одеваются по-европейски. Исторический костюм — рубаха у мужчин или платье у женщин, из кожи. На ногах они носили не штаны, а ноговицы-леггины (гисеха) и набедренную повязку. Обувь — мокасины (эйхтакуаовех).
Ранняя одежда индейцев-ирокезов изготавливалась из шкур и сыромятной кожи. Они постепенно заменялись заводскими тканями, ввозимыми ранними путешественниками и торговцами, но одежда из оленьих шкур, которая надевалась повседневно и на охоту, использовалась ещё и в XIX веке. Есть данные, подтверждающие, что сукно привозилось к ирокезам англичанами и французами ещё в 1537 году. После экспедиции де Шамплена в 1609 году ткани стали ещё более доступны. В последней четверти XVII века сукно и ситец стали популярными как для мужской, так и для женской одежды. Могилы этого периода указывают, что сукно использовалось довольно широко. Оно сохранилось там, где соприкасалось с медными украшениями или посудой. В некоторых случаях цвет, а также текстура ткани хорошо сохранились. Шёлк вошёл в употребление у ирокезов во второй половине XVIII века; вельвет стал популярным в течение последней четверти XIX века. Как шёлк, так и бархат использовались для украшения одежды из сукна, которая была принята большинством процветающих ирокезов с начала XIX века. Покрой этой одежды из ткани был подобен покрою одежды из кожи, но постепенно одежда как из кожи, так и суконная перекраивалась по европейскому стилю, хотя украшения продолжали активно использоваться — брюки, куртки и жилетки украшались иглами дикобраза, бисером и бахромой.
Характерный облик воина-ирокеза в прошлом создавала распространённая в восточных лесах причёска типа роуч, когда на бритой голове оставлялся пучок с косичкой или гребень подстриженных волос. В литературе это известно под названием «скальповая прядь». Национальным головным убором является гастовех. В резервационный период вошли в моду уборы типа венец из перьев.

### Предметы быта
Домашняя утварь и посуда изготовлялись из дерева, коры или глины. Из оружия ирокезы использовали каменные топоры и деревянные дубинки, луки, духовые ружья (до времён первых контактов с европейцами), стрелы, ножи, позже вошли в обиход европейские ружья. Металлические томагавки поставлялись европейцами. Ирокезы носили доспехи из деревянных пластинок и щиты, однако с распространением огнестрельного оружия необходимость в этих защитных предметах, а также в духовом ружье отпала.
Для передвижения по рекам и озёрам использовали лодки из коры.

### Социальная организация
Древняя социальная организация ирокезов — классический пример материнско-родового строя.

### Танцы
У ирокезов было много танцев, большинство из которых были связаны с церемониями.

## Религия
В настоящее время ирокезы — христиане. Сохраняются и традиционные верования — это культ плодородия, культ «длинного дома». У ирокезов имелась сложная космогония и развитая календарная обрядность. В частности, ирокезы почитали Бога-Создателя Таронхайавагон, которому приносили в жертву под новый год белую собаку. При этом Таронхайавагон был сыном Неба и имел брата-близнеца Тавискарона.

### Праздники ирокезов
- Отаденоне-не-о-ней-ватэй — благодарение клену, первый праздник весны;
- Эйэнтвата — праздник посева;
- Хэйнундайо — праздник ягод (пора земляники);
- Дейонуннеокуа-ней-деохэйко — праздник жатвы;
- Гинневаноускуайюва — Новый год (около 1 февраля).